# Pseudaethomerus
Pseudaethomerus is een kevergeslacht uit de familie van de boktorren (Cerambycidae). De wetenschappelijke naam van het geslacht werd voor het eerst geldig gepubliceerd in 1953 door Tippmann.

## Soorten
Pseudaethomerus omvat de volgende soorten:
- Pseudaethomerus lacordairei (Bates, 1862)
- Pseudaethomerus maximus Tippmann, 1953